# Río Enns
El río Enns es un afluente por la derecha del Danubio en Austria. Tiene una longitud de 254 km constituyendo su último tramo la frontera entre los Estados federados de Alta Austria y Baja Austria. Su caudal medio es de unos 195 m³/s en su desembocadura, por lo que ya a principios del siglo XX se construyeron en su recorrido algunas centrales hidroeléctricas.
Su curso presenta uno de los más grandes valles de los Alpes orientales —concretamente en los Alpes de Ennstal o Erzberg y que corresponde al parque nacional Gesäuse— y la frontera geológica entre los Alpes Centro-Orientales y los Alpes Calcáreos Septentrionales.

## Geografía
El río Enns surge en el Estado de Salzburgo en el macizo Radstädter Tauern, a los pies del Kraxenkogel a una altitud de 1735 m. Desde allí fluye a lo largo de un valle formado en la época glacial en dirección oriental hacia Estiria pasando por el lado sur del macizo Dachstein.
En los siguientes 100 km de su recorrido forma la frontera entre las escarpadas montañas calizas en el norte y las más suaves montañas de pizarra, atravesando el Gesäuse. Con posterioridad forma la frontera entre Alta Austria y Baja Austria. 
Pocos kilómetros al norte de la ciudad de Enns desemboca (con una anchura aproximada de 100 m) en el Danubio, a la altura del pueblo de Mauthausen.
El Enns es un típico río de aguas bravas, muy estimado por los deportistas para practicar el kayak y tiene, con cerca de 6.000 km², la quinta cuenca más grande de Austria. El caudal medio en la parte alta del río (Admont) es de 50 m³/s y en la desembocadura de 195 m³/s (con máximos de 1.020 m³/s).

## Historia
La parte baja del río Enns constituyó desde el siglo VI hasta la creación de Alta Austria la frontera oriental del ducado de Baviera. 
Hacia la mitad del siglo XIX se comienza a canalizar un tramo de unos 70 km entre Weißenbach y el macizo de Gesäuse con el objetivo de aprovechar el agua para fines agrícolas y forestales.
En total, se han construido en el río Enns diez centrales hidroeléctricas con una producción global de 345 MW.
Tras la Segunda Guerra Mundial y durante la ocupación de Austria por las potencias aliadas, se encontraba en el puente Ennsbrücke la frontera entre la zona soviética y las zonas occidentales.

## Principales localidades
Las principales localidades por las que fluye son:

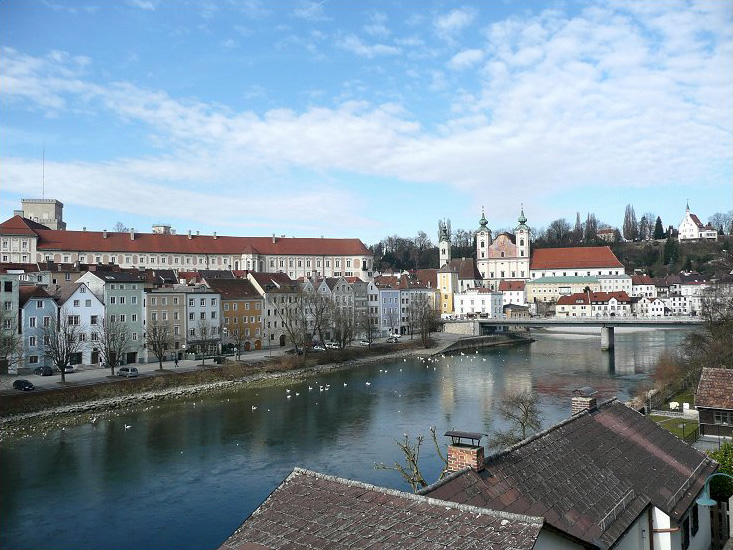
El Enns en Steyr.

### En Salzburgo
- Radstadt

### En Estiria
- Liezen
- Schladming

### En Alta Austria
- Enns
- Garsten
- Steyr
- Weyer

## Afluentes
Los principales afluentes del río Enns son los ríos Palten, Salza y Steyr.

## Tráfico
En la parte alta del río corre paralela una importante carretera de tránsito que une Alemania y Eslovenia. En el tramo entre Hieflau y Enns se encuentra la llamada Carretera del Hierro por la que se transportan el hierro desde Estiria hasta los centros acereros de Linz.
- Datos: Q217524
- Multimedia: Enns River / Q217524